# 大沢駅 (樺太)
大沢駅（おおさわえき）は、樺太豊原市に存在した鉄道省樺太東線の駅。現在はロシア鉄道極東鉄道支社サハリン地域部のボリシャヤ・エラニ駅（о.п. Большая Елань）である。

## 歴史
- 1911年
  - 1月1日 - 樺太庁鉄道のエラニ駅として開業[1]。
  - 3月29日 - 大沢駅に改称[1]。
- 1943年（昭和18年）4月1日 - 南樺太の内地化により、鉄道省に移管。
- 1945年8月 - ソ連軍が南樺太へ侵攻、占領し、駅も含め全線がソ連軍に接収される。
- 1946年（昭和21年）
  - 2月1日 - 日本の国有鉄道の駅としては書類上廃止。
  - 4月1日 - ソ連国鉄に編入。ロシア語駅名は「ボリシャヤ・エラニ（ロシア語表記「Большая Елань」）」。

## 現在の駅構造
単式ホーム1面1線のホームを有する地上駅。駅員無配置駅で、駅舎は設けられておらず直接ホームに入る構造である。

## 運行状況

### 1944年当時[2]
- 下りは、落合駅と敷香駅行きが各2本、上敷香駅行き、白浦駅行きと豊原駅行きが各1本であった。上りは大泊駅行き6本と大泊港駅が1本であった。

### 現在
- ピャーチ・ウグロフ - ユジノサハリンスク間の近郊列車（Д2系気動車列車、コルサコフ方面1本・ユジノサハリンスク方面2本）が平日のみ停車する。

## 駅周辺
- 豊原大澤飛行場

## 隣の駅

### 日本統治時代
鉄道省樺太鉄道局
樺太東線
豊南駅 - （清川駅） - 大沢駅 - 豊原駅

### 現在
ロシア鉄道極東鉄道支社サハリン地域部
コルサコフ-ノグリキ線
エレクトリーチカ（各駅停車）
オクチャーブリスキー停留所 - ボリシャヤ・エラニ駅 - ペダガギーチスチーインスチトゥート停留所
※朝に運行される6017列車はエレクトリーチカであるが、当駅を通過する。